# Amylton de Almeida
Amylton de Almeida (Afonso Cláudio, 21 de março de 1946 — Vitória, 11 de outubro de 1995) foi um jornalista, escritor, dramaturgo e crítico de cinema brasileiro.

## Biografia
AA, como costumava assinar seus textos nos jornais de Vitória, passou pelo teatro, pela literatura, pela televisão e pelo cinema, tanto realizando quanto criticando.
Entre suas obras, destacam-se os romances Blissful Agony, A passagem do século e Autobiografia de Hermínia Maria, e as peças teatrais As noites das longas facas, Segunda Parte e a comédia Tem xiririca na bixanxa, com co-autoria de Milson Henriques e colaboração de Marcos Alencar. Deixou inédita a peça Respire fundo. Prenda o ar. Solte..

## Fimografia
Longas
- 1995: O Amor Está no Ar (direção e roteiro)

Curtas (vídeo)
- 1983: Lugar de Toda Pobreza

Filmes sobre Amylton de Almeida
- 2004: Os Arquivos Secretos de Amylton (direção e roteiro Hudson Moura)